# Archives d'État de Stettin
Les archives d'État de Stettin étaient les archives d'État de la province prussienne de Poméranie aux XIXe et XXe siècles. Elles ont existé jusqu'au printemps 1945. Ses fonds ont été transférés aux archives d'État de Szczecin (pl) et aux Archives d'État de Greifswald (de), également créées en 1946.

## Histoire
Les archives sont créées en tant qu'autorité indépendante en 1827 par le haut président de la province de Poméranie, Johann August Sack, lorsqu'il charge Friedrich Ludwig von Medem (de) de créer des archives provinciales. Celles-ci sont placées sous la direction des archives de Prusse en 1831. Son premier lieu d'hébergement est l'aile ouest, puis à partir de 1875 l'aile sud du château de Stettin.
Medem s'occupe principalement de la réorganisation des anciens fonds (archives ducales de Stettin, archives ducales de Wolgast et archives dites suédoises). Parallèlement, il se lance dans l'édition de sources et écrit entre autres l'une des premières histoires d'archives d'un service d'archives d'État allemand. Une nouvelle ère commence en 1855 avec l'embauche de Robert Klempin comme successeur du Medem, qui lance seul et avec Gustav Kratz de nombreuses publications, dont le 1er volume du Pommersches Urkundenbuch, la plus importante édition de sources sur le Moyen Âge en Poméranie. Ces travaux sont rendus possibles grâce au soutien financier des deux corporations de la province.
À la fin du XIXe siècle, le volume des archives augmente rapidement en raison des versements des autorités de l'État et des reprises des communes, par exemple des archives des villes de Stettin et Colberg, si bien que les locaux du château et de la maison louée dans la Petrihofstraße ne suffisent plus. En 1901, les archives s'installent dans un bâtiment fonctionnel au 13 de la Karkutschstraße.
Le volume des fonds augmente fortement, en particulier dans les années 1930, et à la veille de la Seconde Guerre mondiale, le réserve contient environ 8 000 mètres courants de dossiers, plus de 10 000 documents et plus de 10 000 cartes, plans et croquis. En raison du risque de bombardement, l'évacuation des fonds commence en 1942. En 1944, le bâtiment des archives est touché par un bombardement, qui ne cause toutefois que des dégâts mineurs dans les combles.
Au printemps 1945, les Archives d'État cessent d'être une autorité allemande. Le 1er août 1945, elles sont reprises par des archivistes polonais et font partie de l'administration municipale de Szczecin, jusqu'à ce qu'elles soient placées sous la direction générale des archives d'État polonaises le 1er mars 1946. Par la suite, les fonds d'archives délocalisés sont placés dans l'un des deux établissements successeurs, en fonction de la localisation du lieu de délocalisation.

## Maintenance des archives non gouvernementales
Comme il n'existe pas dans la province de Poméranie, outre les Archives d'État, d'archives spécialisées dirigées à plein temps, à l'exception des archives de la ville de Stralsund (de), jusque dans le deuxième quart du XXe siècle, les archives non étatiques (communes, églises ou paroisses, archives de domaines et de familles) sont souvent fortement menacées. C'est pourquoi les Archives d'État entreprennent dès le XIXe siècle des efforts pour sauvegarder et entretenir ces sources écrites en dehors de leur domaine de compétence proprement dit. La création de la Commission historique de Poméranie en 1910 marqua le début de l'inventaire des archives non étatiques par arrondissement. En 1931, un pas supplémentaire est franchi avec la création d'un service de consultation des archives par l'association provinciale, qui est rattaché aux archives d'État en 1934 pour des raisons pratiques et qui est doté d'un employé à plein temps à partir de 1938.
Les propriétaires d'archives déposent souvent leurs archives aux archives d'État, mais depuis les années 1930, des archives municipales indépendantes peuvent être créées, par exemple à Colberg et à Greifswald. Parallèlement, le service de consultation des archives conseille sur place et répertorie de nombreuses archives non gouvernementales. Pour les aider dans leur travail, tous les arrondissements disposent de conservateurs d'archives bénévoles.

## Directeurs
- 1827-1847 : Friedrich Ludwig von Medem (de)
- 1848–1857 : vacant
- 1857–1874 : Robert Klempin (employé depuis 1855)
- 1875-1900 : Gottfried von Bülow
- 1901-1913 : Walter Friedensburg
- 1913-1923 : Hermann Hoogeweg (de)
- 1923-1930 : Otto Grotefend (de)
- 1930-1935 : Erich Randt
- 1930-1945 : Adolf Diestelkamp (au service militaire depuis 1939, représenté par Fritz Morré (jusqu'en 1941) et Hermann Gollub (1941-1945))

Source: Wolfgang Leesch: Die deutschen Archivare 1500–1945. Band 1: Verzeichnis nach ihren Wirkungsstätten. Saur, Munich u. a. 1985,  (ISBN 3-598-10530-4), S. 102f.